# Квенаплави
Квенаплави (груз. ქვენაფლავი) — село в Грузии, на территории Карельского муниципалитета края (мхаре) Шида-Картли.

## География
Село находится в центральной части Грузии, к югу от реки Куры, на расстоянии приблизительно 5 километров (по прямой) к юго-востоку от города Карели, административного центра муниципалитета. Абсолютная высота — 663 метра над уровнем моря.

## Население
По результатам официальной переписи населения 2014 года в Квенаплави проживало 146 человек (71 мужчина и 75 женщин). В национальной структуре населения грузины составляли 51,4 %, осетины — 48,6 %.
| Год  | Население, человек |
| ---- | ------------------ |
| 2002 | 199                |
| 2014 | ↘ 146              |